# Ronde van Frankrijk 2004/Vierde etappe
De vierde etappe van de Ronde van Frankrijk 2004 was een ploegentijdrit, die werd verreden op 7 juli 2004 tussen Cambrai en Arras over 64,5 km.

## Verloop
In deze ploegentijdrit gaat het om de volgorde van binnenkomst: die bepaalt hoeveel tijd een team maximaal kan verliezen op het winnende team. Nummer 2 verliest maximaal 20 seconden, nummer 3 maximaal 30 seconden, nummer vier maximaal 40 s enz. Op een regenachtig parcours valt Levi Leipheimer in een bocht, maar kan verder. De eerste vijf in het algemeen klassement behoren tot de ploeg van Lance Armstrong.
Proloog ·
1e etappe ·
2e etappe ·
3e etappe ·
4e etappe ·
5e etappe ·
6e etappe ·
7e etappe ·
8e etappe ·
9e etappe ·
10e etappe ·
11e etappe ·
12e etappe ·
13e etappe ·
14e etappe ·
15e etappe ·
16e etappe ·
17e etappe ·
18e etappe ·
19e etappe ·
20e etappe
Startlijst · Eindstanden · Afbeeldingen